# Kuanheum (Amabi Oefeto)
Kuanheum is een bestuurslaag in het regentschap Kupang van de provincie Oost-Nusa Tenggara, Indonesië. Kuanheum telt 1154 inwoners (volkstelling 2010).